# Куртсу-э-Гате
Куртсу́-э-Гате́ (фр. Courtesoult-et-Gatey) — коммуна во Франции, находится в регионе Франш-Конте. Департамент — Верхняя Сона. Входит в состав кантона Шамплит. Округ коммуны — Везуль.
Код INSEE коммуны — 70183.

## География
Коммуна расположена приблизительно в 280 км к юго-востоку от Парижа, в 55 км северо-западнее Безансона, в 40 км к западу от Везуля.

## Население
Население коммуны на 2010 год составляло 62 человека.
| 1962 | 1968 | 1975 | 1982 | 1990 | 1999 | 2010 |
| ---- | ---- | ---- | ---- | ---- | ---- | ---- |
| 119  | 120  | 102  | 80   | 76   | 72   | 62   |

## Администрация
| Период | Период | Фамилия       | Партия | Примечания |
| ------ | ------ | ------------- | ------ | ---------- |
| 2001   | 2008   | Доминик Суаше |        |            |
| 2008   | 2014   | Жак Эврар     |        |            |

## Экономика

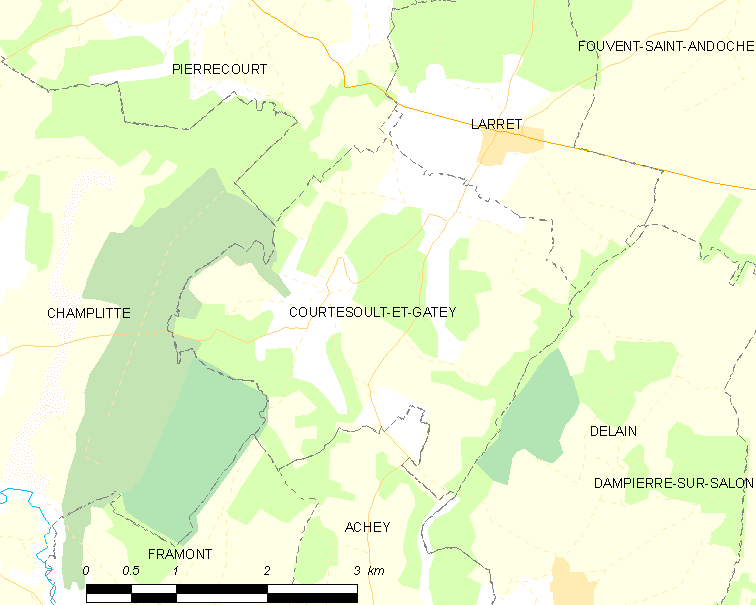
Карта коммуны

В 2010 году среди 35 человек трудоспособного возраста (15—64 лет) 23 были экономически активными, 12 — неактивными (показатель активности — 65,7 %, в 1999 году было 58,1 %). Из 23 активных жителей работали 20 человек (11 мужчин и 9 женщин), безработных было 3 (1 мужчина и 2 женщины). Среди 12 неактивных 2 человека были учениками или студентами, 7 — пенсионерами, 3 были неактивными по другим причинам.